# Sztarokosztyantinyivi katonai repülőtér
A Sztarokosztyantinyivi katonai repülőtér (ICAO-kódja: UKLS) Ukrajna Hmelnickiji területén, Sztarokosztyantinyivtől 4 km-re keletre fekvő katonai repülőtér. Közel 2,5 km hosszúságú betonozott kifutóval, valamint védett repülőgép-fedezékekkel rendelkezik. 35 nagyméretű és 30 kisebb repülőgép kiszolgálására képes. 1992-ben a repülőtér ukrán fennhatóság alá került és az Ukrán Légierő használja.
1951-től napjainkig a repülőtéren állomásozik a 7. harcászati repülődandár (korábban 7. bombázórepülő ezred).. Az alakulat kezdetben Il–28-as bombázókkal, 1977-től Szu–24-es vadászbombázókkal van felszerelve. Az Ukrán Légierő kötelékébe tartozó ezred 19 db Szu–24M vadászbombázó és 11 db Szu–24MR felderítő repülőgépet üzemeltet.
Az 1960-as évek végétől a MiG–19, majd MiG–23-as vadászrepülőgépekkel felszerelt 168. vadászrepülő gárdaezred is erre a repülőtérre települt.. Az ezred 1987–1988 között az afganisztáni Bagramban állomásozott. Ugyancsak ezen a repülőtéren települt 1991 júliusától az NDK-ból kivont 85. vadászrepülő gárdaezred is, amelybe beolvasztották a 168. ezredet.